# Iker Romero
Iker Romero Fernández (Vitoria, España, 15 de junio de 1980) es un exjugador español de Balonmano. Su último equipo fue el Füchse Berlin. Fue considerado uno de los mejores jugadores del mundo en su posición. Es internacional con la Selección de Balonmano de España, con la que se proclamó campeón del mundo en el Mundial de Túnez 2005.

## Clubes
- Club Corazonistas de Vitoria (1991-1997)
- Balonmano Valladolid (1997-2000)
- Ademar León (2000-2001)
- Balonmano Ciudad Real (2001-2003)
- FC Barcelona (2003-2011)
- Füchse Berlin (2011-2015)

## Palmarés

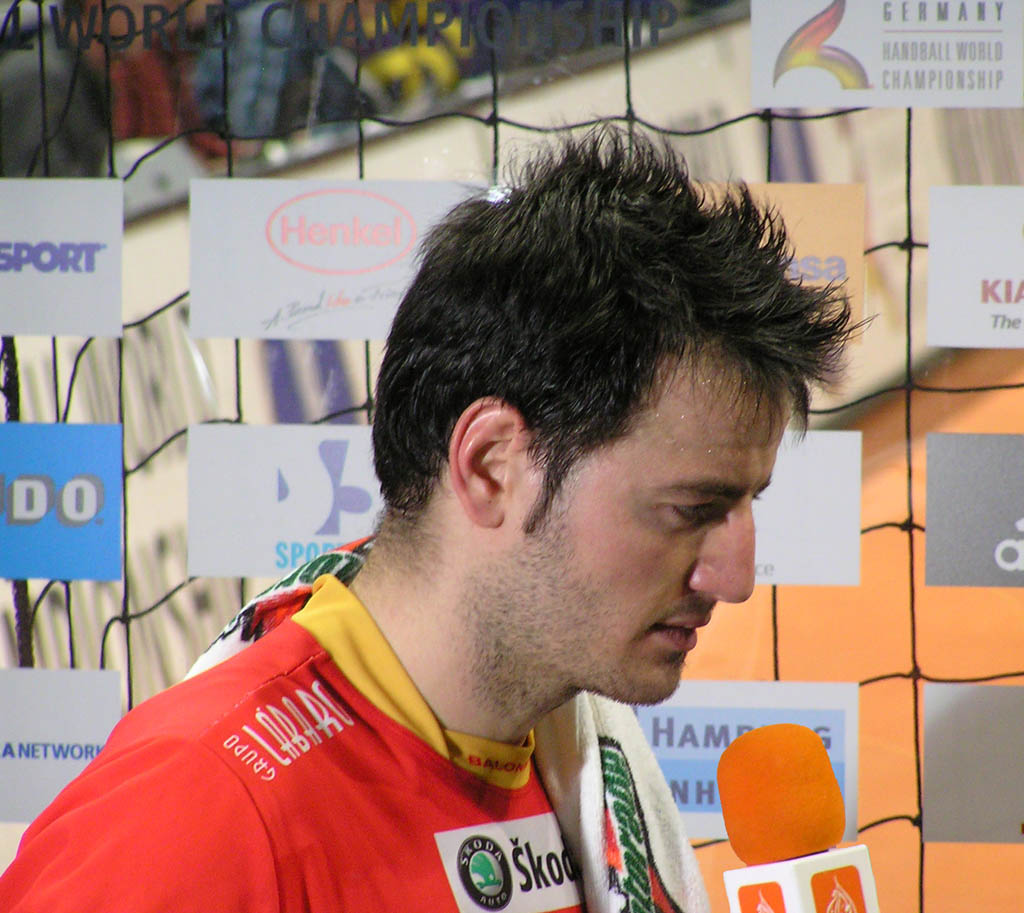
Iker Romero (Mundial 2007 de Alemania).

### Ademar León
- Liga ASOBAL (2001)

### BM Ciudad Real
- Copa del Rey (2003)
- Recopa de Europa (2002 y 2003)

### Sección de Balonmano del FC Barcelona
- Liga ASOBAL (2006 y 2011)
- Copa del Rey (2004, 2007, 2009 y 2010)
- Copa ASOBAL (2010)
- Supercopa de España (2004, 2007, 2009 y 2010)
- Liga de Campeones (2005 y 2011)
- Supercopa de Europa (2004)

### Füchse Berlin
- Copa de Alemania (2014)
- Copa EHF (2015)

### Selección nacional

#### Juegos Olímpicos
- Medalla de bronce en los Juegos Olímpicos de 2008

#### Campeonato del Mundo
- Medalla de oro en el Campeonatos del Mundo de 2005

- Medalla de bronce en el Campeonatos del Mundo de 2011

#### Campeonato de Europa
- Medalla de plata en el Campeonato de Europa de 2006

### Consideraciones personales
- Mejor Jugador Junior Liga ASOBAL (2000)
- Mejor Jugador Junior Liga ASOBAL (2001)
- Mejor Jugador Junior Liga ASOBAL (2002)
- 6º goleador Liga ASOBAL, con tercer mejor promedio (2001)
- Mejor lateral izquierdo del Campeonato del Mundo Junior (2001)
- Mejor lateral izquierdo del Campeonato de Europa (2006)
- Mejor lateral izquiero de la Liga ASOBAL (2005)
- Mejor lateral izquiero de la Liga ASOBAL (2006)
- Máximo goleador Liga ASOBAL (2008)
- Elegido 1 vez para el All-Star de la Bundesliga (2013)